# Sainte-Paule (Rhône)
Sainte-Paule ist eine französische Gemeinde mit 330 Einwohnern (Stand: 1. Januar 2022) im  Département Rhône in der Region Auvergne-Rhône-Alpes. Sie gehört zum Arrondissement Villefranche-sur-Saône, zum Kanton Val d’Oingt und ist Mitglied im Gemeindeverband Beaujolais-Pierres Dorées. 

## Geographie
Sainte-Paule liegt rund 30 Kilometer nordnordwestlich von Lyon und etwa zwölf Kilometer westsüdwestlich von Villefranche-sur-Saône im Weinbaugebiet Bourgogne. Umgeben wird Sainte-Paule von den Nachbargemeinden Rivolet im Norden, Cogny im Nordosten, Ville-sur-Jarnioux im Osten, Val d’Oingt mit Saint-Laurent-d’Oingt im Süden und Osten, Ternand im Westen und Südwesten sowie Létra im Westen.

## Bevölkerungsentwicklung
| Jahr                       | 1962 | 1968 | 1975 | 1982 | 1990 | 1999 | 2006 | 2013 |
| Einwohner                  | 176  | 178  | 180  | 177  | 205  | 245  | 280  | 345  |
| Quellen: Cassini und INSEE |      |      |      |      |      |      |      |      |

## Sehenswürdigkeiten
- romanische Kirche Sainte-Paule aus dem 11./12. Jahrhundert